# Wołodymyr Kuźmowycz
Wołodymyr-Omelan Kuźmowycz, wzgl. Włodzimierz Emilian Kuźmowycz, ukr. Володимир-Омелян Кузьмович (ur. 30 listopada 1886 w Bolechowie, zm. prawdopodobnie w grudniu 1943 w łagrze w Utwinie, Komijska ASRR, ZSRR) – ukraiński działacz społeczny i polityczny, dziennikarz, członek Centralnego Komitetu UNDO w latach 1932–1939, poseł na Sejm IV kadencji.

## Życiorys
Ukończył studia matematyczno-fizyczne na Uniwersytecie Wiedeńskim, następnie pracował jako nauczyciel gimnazjalny. W czasie I wojny światowej w czasie okupacji Galicji Wschodniej przez armię rosyjską aresztowany przez rosyjskie władze okupacyjne i zesłany do Taszkentu, gdzie prowadził działalność narodową wśród  zesłanych Ukraińców i zajmował się pracą kulturalno-oświatową wśród jeńców austro-węgierskich. w Turkiestanie. 
Po powrocie do Galicji nauczyciel i w latach 20. XX wieku pierwszy dyrektor prywatnego gimnazjum ukraińskiego „Ridnoj Szkoły” w Drohobyczu. W latach 1922–1923 wykładowca tajnego Uniwersytetu Ukraińskiego we Lwowie, następnie nauczyciel gimnazjum ukraińskiego w Tarnopolu. 31 maja 1931 przeniesiony przez władze szkolne w stan spoczynku.
Członek zarządu „Proswity” i  „Ridnoj Szkoły” (wiceprezes zarządu),  członek egzekutywy Ukraińskiego Komitetu Pomocy Bezrobotnym i Ubogim oraz Towarzystwa Studiów nad Bezrobociem,  zastępca członka Rady Nadzorczej Wydawniczej Spółki „Diło”, członek Rady Nadzorczej „Zemelnego Banku Hipotecznego”. W czasie wielkiego głodu na Ukrainie sowieckiej członek powołanego 25 lipca 1933 Ukraińskiego Społecznego Komitetu Pomocy Cierpiącej Ukrainie.
Członek Komitetu Centralnego Ukraińskiego Zjednoczenia Narodowo-Demokratycznego  (UNDO), 1938-39 członek kolegialnego sekretariatu generalnego partii. Wieloletni kierownik sekretariatu Ukraińskiego Związku Katolickiego i redaktor naczelny jego organu – „Meta”.
Przeciwnik terroru, zwłaszcza udziału w nim młodzieży, zwolennik współpracy z metropolitą Andrzejem Szeptyckim. Jednocześnie przeciwnik polityki normalizacji stosunków polsko-ukraińskich po 1935 i linii politycznej kierownictwa UNDO  (Wasyl Mudry), zwolennik grupy opozycyjnej skupionej wokół Dmytra Łewyckiego.
Po agresji ZSRR na Polskę i okupacji Lwowa przez Armię Czerwoną aresztowany przez NKWD 30 września 1939 we Lwowie i skazany na 8 lat obozu koncentracyjnego w Gułagu. Początkowo więziony w łagrze w Kotłasie (obwód archangielski). W 1941 Ambasada RP w Moskwie i Kujbyszewie czyniła bezskuteczne starania o jego uwolnienie. Od 1942 w obozie koncentracyjnym w miejscowości Wożajel (Komijska ASRR), wreszcie wywieziony do łagru w Utwinie, gdzie zmarł.